# Buczyn Dworski
Buczyn Dworski [ˈbut͡ʂɨn ˈdvɔrski] est un village polonais de la gmina de Kosów Lacki dans le powiat de Sokołów et dans la voïvodie de Mazovie, au centre-est de la Pologne.
Il se situe à environ de 9 kilomètres au sud-est de Kosów Lacki, 15 kilomètres au nord de Sokołów Podlaski et à 89 kilomètres au nord-est de Varsovie.